# Токтогульський район

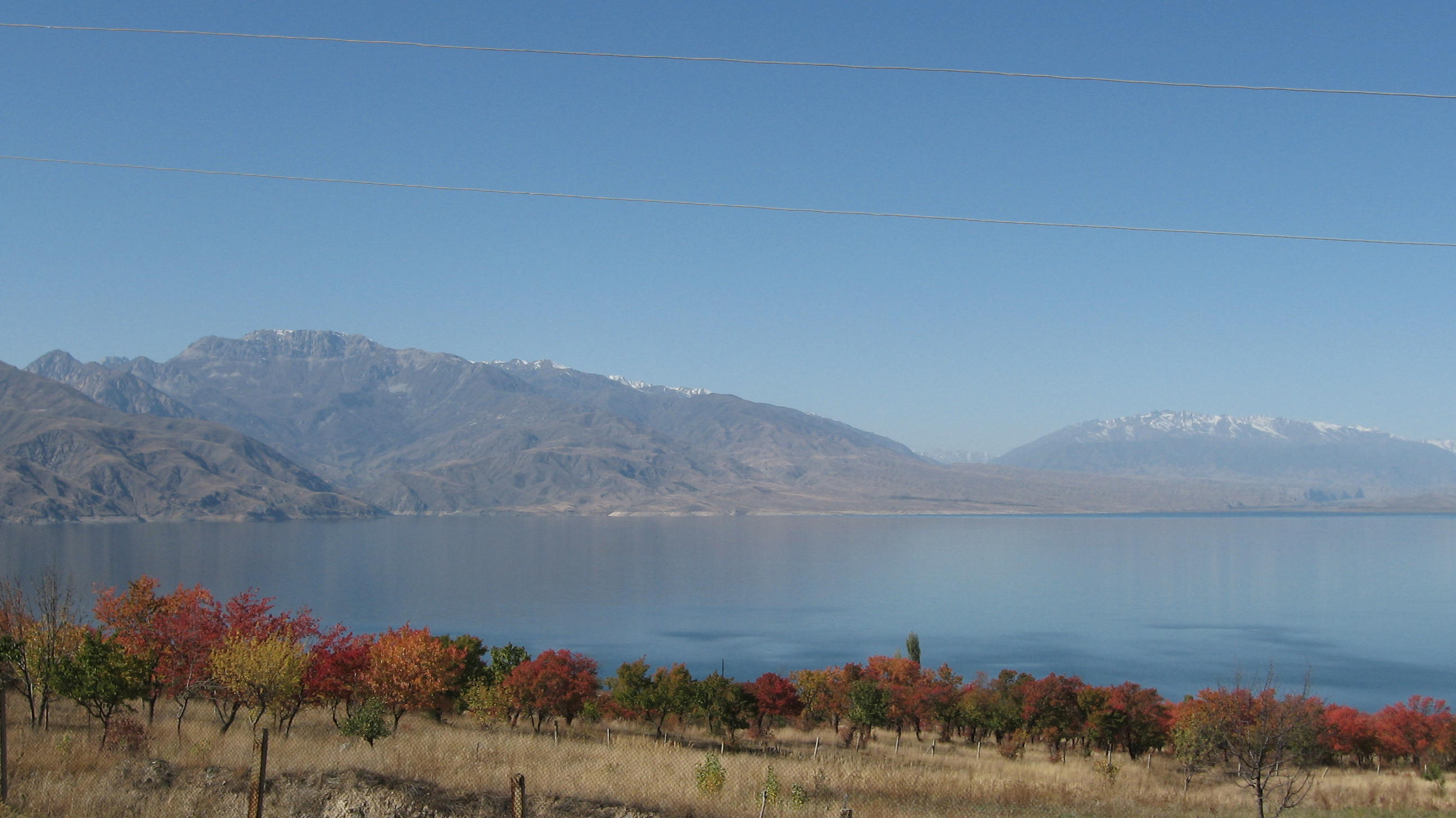
Токтогульське водосховище.

Токтогульський район (кирг. Токтогул району) — район у Жалалабатській області Киргизстану. Центр району знаходиться у смт Токтогул. Утворений у 1998 році внаслідок об'єднання Уч-Терецького і Токтогульського районів.
Територією району протікає річка Нарин, на якій збудоване Токтогульське водосховище.

## Історія
- 1 вересня 1930 року — у складі Киргизької РСР утворений Кетмень-Тюбінський район з центром у с. Карасу-Акчій (Акчі-Карасу)
- 2 вересня 1936 року — утворений Учтерецький район з центром в с. Учтереку
- 26 лютого 1938 року — Кетмень-Тюбінський і Учтерецький райони ввійшли до складу Жалалабатського округу
- 21 листопада 1939 року — Кетмень-Тюбінський і Учтерецький райони ввійшли до складу Жалалабатської області
- 7 грудня 1940 року — Кетмень-Тюбінський район перейменований на Токтогульський (центр — с. Токтогул)
- бл.1956 — ліквідований Учтерецький район
- 27 січня 1959 року — ліквідована Джалал-Абадська область, її райони відійшли до Ошської області
- 1960-ті — колишній райцентр Акчій-Карасу затоплений водами Токтогульського водосховища
- 3 вересня 1980 року — район відійшов до Таласької області
- 5 жовтня 1988 року — Таласька область ліквідована, Токтогульський район увійшов до складу Ошської області
- 14 грудня 1990 року — район увійшов до складу відновленої Жалалабатської області
- 7 лютого 1992 року — створений Уч-Терецький район
- 30 вересня 1998 року — Уч-Терецький район об'єднаний з Токтогульським

## Населення
За даними перепису населення Киргизстану 2009 року киргизи складають 85 683 особи з 86 306 жителів району (або 99,3%), росіяни — 188 осіб або 0,2%, узбеки — 185 осіб або 0,2%, уйгури — 145 осіб або 0,2%, інші — 105 осіб або 0,1%.

## Адміністративний поділ
До складу району (2012) входять одне місто і 10 айильних аймаків:
- м. Токтогул
- Абди-Суєркуловський (центр — с. Торкент)
- Аралбаєвський (с. Толук)
- Бель-Алдинський (с. Сари-Сегет)
- Джани-Джольський (с. Джани-Джол)
- Кетмень-Дебенський (с. Терек-Суу)
- Кизил-Озгоруський (с. Кизил-Озгерюш)
- Нічке-Сайський (с. Нічке-Сай)
- Сари-Камиський (с. Бірлік)
- Уч-Терецький (с. Уч-Терек)
- Чолпон-Атинський (с. Чолпон-Ата)